# Daniel Rodney
Daniel Rodney, född 10 september 1764 i Lewes, Delaware, död 2 september 1846 i Lewes, Delaware, var en amerikansk politiker. Han var guvernör i delstaten Delaware 1814–1817. Han representerade Delaware i båda kamrarna av USA:s kongress, först i representanthuset 1822–1823 och sedan i senaten 1826–1827.
Rodney var elektor för Federalistiska partiets kandidat Charles Cotesworth Pinckney i presidentvalet i USA 1808. Han förlorade guvernörsvalet 1810 mycket knappt mot demokrat-republikanen Joseph Haslet. Tre år senare vann han klart mot James Riddle och efterträdde Haslet som guvernör i januari 1814. Han efterträddes 1817 av John Clark.
James Monroe omvaldes överlägset i presidentvalet i USA 1820. Varje elektor i elektorskollegiet stödde honom. En del av elektorerna ville ändå rösta på en federalistisk vicepresidentkandidat. Monroes vicepresident Daniel D. Tompkins fick en överväldigande majoritet av elektorerna bakom sig men även fyra andra kandidater fick röster i vicepresidentvalet. Richard Stockton kom på andra plats med åtta elektorsröster och Rodney fick fyra elektorsröster.
Delaware hade två ledamöter i representanthuset från 1813 till 1823. Annars har delstaten bara haft en kongressledamot utöver de två senatorerna som varje delstat har. Rodney fyllnadsvaldes 1822 till representanthuset strax innan det andra mandatet avskaffades.
Senator Nicholas Van Dyke avled 1826 i ämbetet och efterträddes av Rodney. Han var en anhängare av John Quincy Adams och han efterträddes redan i januari 1827 av Henry M. Ridgely.
Rodney gravsattes på Saint Peters Cemetery i Lewes. Han var bror till Caleb Rodney som var guvernör i Delaware 1822-1823 och far till George B. Rodney som var ledamot av USA:s representanthus 1841–1845.